# グウィン・ハウエル
グウィン・リチャード・ハウエル（Gwynne Richard Howell, 1938年6月13日 - ）は、ウェールズのバス歌手。
ゴーセイノンの生まれ。王立マンチェスター音楽大学でグウィリム・ジョーンズとオタカール・クラウスに声楽を学び、1968年にサドラーズ・ウェルズ・オペラで《リゴレット》のモンテローネ伯爵役を歌って舞台デビューを飾った。1970年に《サロメ》で第一のナザレ人役でコヴェントガーデン王立歌劇場に出演し、以後25年間同歌劇場の常連出演者として活躍した。1985年にはメトロポリタン歌劇場でアメリカ・デビューを果たしている。
1998年にはCBEを受章している。

## 註
1. ↑  経歴 (バッハのカンタータのウェブサイトより)
2. ↑  経歴 (Encyclopedia.com より)

| スタブアイコン | サブスタブ | この項目は、まだ閲覧者の調べものの参照としては役立たない、人物に関連した書きかけの項目です。この項目を加筆・訂正などしてくださる協力者を求めています（P:人物伝/PJ:人物伝）。 |